# Juice jacking

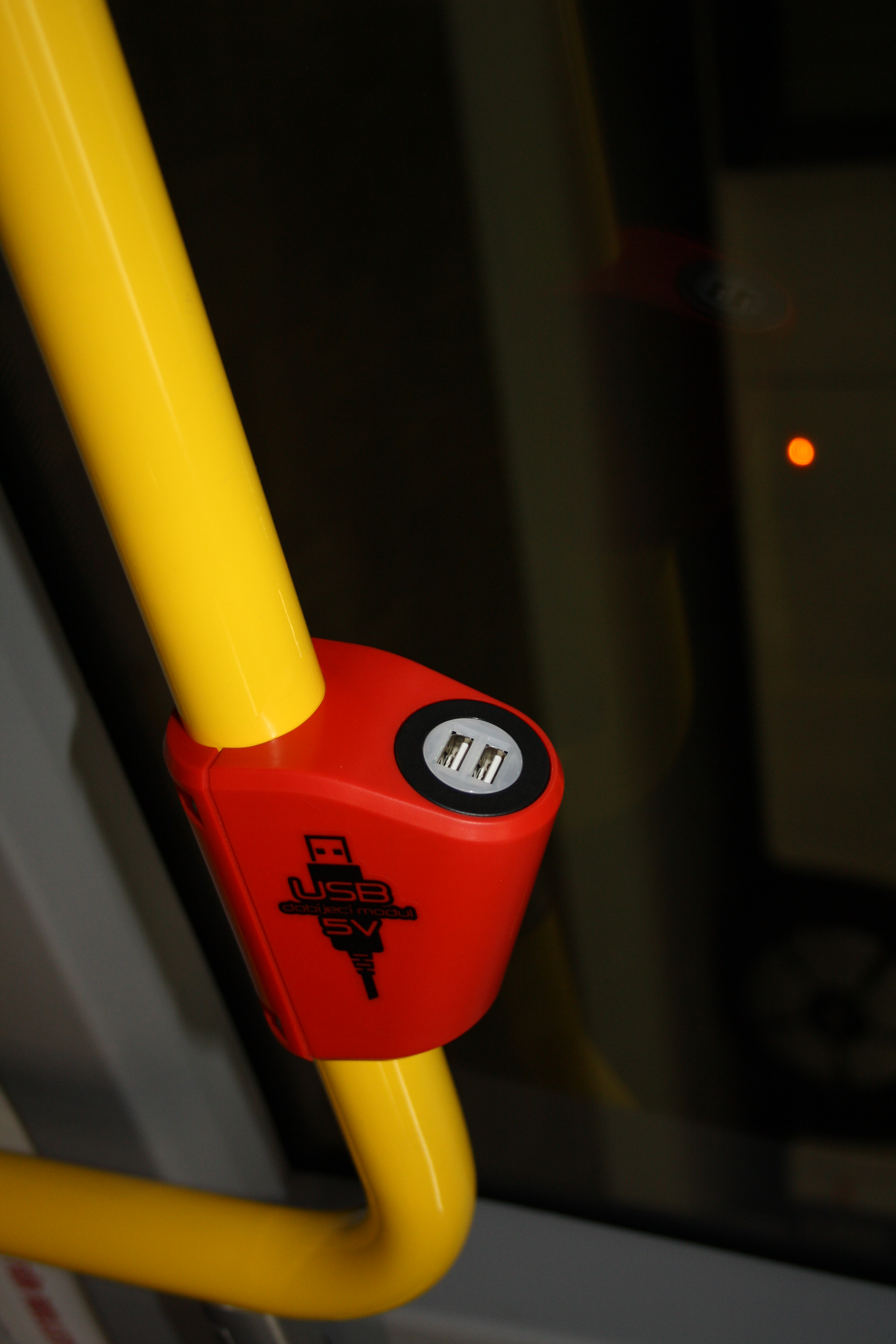
USB-laddare på en buss.

Juice jacking är en typ av cyberattack där angriparen utnyttjar en laddningsport som har stöd för dataöverföring, oftast via USB, för att installera sabotageprogram eller kopiera känslig data från en smartmobil, surfplatta eller annan enhet.